# Механические испытания
Механические испытания охватывают широкий спектр испытаний, которые можно условно разделить на два типа:
- те, которые направлены на определение механических свойств материала, независимо от геометрии.[1]
- те, которые определяют реакцию конструкции на заданное воздействие, например, испытание композитных балок, конструкций самолетов на разрушение и т. д.

## Механические испытания материалов
Существует большое количество испытаний, многие из которых стандартизированы, для определения различных механических свойств материалов. В целом, такие испытания направлены на получение свойств, не зависящих от геометрии; т. е. свойств, присущих объемному материалу. На практике это не всегда осуществимо, поскольку даже в испытаниях на растяжение определенные свойства могут зависеть от размера образца и/или геометрии. Вот список некоторых наиболее распространенных испытаний:
- Измерение твёрдости
  - Метод Виккерса (HV), который имеет один из самых широких масштабов
  - Метод Бринелля (HB)
  - Метод Кнупа (HK), для измерения на небольших площадях
  - Метод Янка, для дерева
  - Метод Мейера
  - Метод Роквелла (HR), в основном используется в США
  - Метод Шора используется для полимеров
  - Метод Баркола, для композитных материалов
- Испытание на растяжение, используемое для получения кривой зависимости деформации от напряжения для материала, а затем и таких свойств, как модуль Юнга, предел текучести (или испытательный предел прочности), растягивающее напряжение и процентное удлинение до разрушения.
- Испытание на ударопрочность
  - Испытание на ударный изгиб по Изоду
  - Испытание на ударный изгиб по Шарпи
- Испытание на вязкость разрушения
  - Linear-elastic (KIc)
  - K–R curve
  - Elastic plastic (JIc, CTOD)
- Испытание на ползучесть, для оценки поведения материалов при высоких температурах (относительно их точки плавления)
- Испытание на усталость, для оценки поведения материалов при циклическом нагружении
  - Испытания гладких образцов с контролируемой нагрузкой
  - Испытания гладких образцов с контролируемой деформацией
  - Испытание на рост усталостных трещин
- Неразрушающий контроль